# Atrévete a soñar 1.5
Atrévete a soñar 1.5, también conocido como Atrévete a soñar (Superpack), es el primer álbum recopilatorio de la telenovela mexicana Atrévete a soñar, protagonizada por Danna Paola y producida por Luis de Llano Macedo.

## Información
El álbum contiene temas originales de la producción, así como algunos adaptados de la banda sonora de la versión original argentina, como:Las Divinas, Fiesta y Quiero, quiero, que forman parte del primer CD. También cuenta con un DVD que contiene videos de sus presentaciones, y un karaoke con voz.

## Contenido

### CD
1. Mundo de caramelo
2. Fiesta *
3. Eres Nefasto
4. Las Divinas *
5. Amándote
6. Es Mejor
7. Estrella de Rock
8. Solo la mitad
9. Quiero quedarme aquí
10. Everybody Hands Up!!
11. Dame Corazón
12. Superstars
13. Respiro en ti
14. El primer día sin ti
15. Todo y Nada
16. Mariposa y Sol
17. Oh My God!
18. Quiero, Quiero *
19. Mundo de caramelo (Acústico)

### DVD
Presentaciones
1. Las Divinas
2. Fiesta
3. Solo la mitad
4. Dame Corazón
5. Superstars
6. Mundo de caramelo

Karaoke
1. Mundo de caramelo
2. Las Divinas
3. Fiesta
4. Quiero Quiero
5. Amándote
6. Estrella de Rock

- Temas adaptados de la versión original argentina (*)